# كلايتون كيارني
كلايتون كيارني (بالإنجليزية: Clayton Kearney)‏ هو منافس ألعاب قوى أسترالي، ولد في 11 أبريل 1964.

## روابط خارجية
- كلايتون كيارني على موقع الاتحاد الدولي لألعاب القوى (الإنجليزية)
- كلايتون كيارني على موقع النتائج التاريخية لألعاب القوى الأسترالية (الإنجليزية)